# Lidia Chojecka
Lidia Chojecka-Leandro (* 25. Januar 1977 in Siedlce) ist eine ehemalige polnische Mittel- und Langstreckenläuferin. Die dreifache Olympionikin (2000, 2004, 2008) war am erfolgreichsten auf der 1500- und der 3000-Meter-Distanz.

## Leben
Mit 20 Jahren gewann sie bei den Hallenweltmeisterschaften 1997 in Paris Bronze über 1500 Meter. 1998 wurde sie über dieselbe Distanz bei den Halleneuropameisterschaften in Valencia Zweite hinter der Österreicherin Theresia Kiesl und Sechste bei den Europameisterschaften in Budapest.
Bei den Hallenweltmeisterschaften 1999 in Maebashi gewann sie Bronzemedaille über 1500 Meter und im Jahr darauf über 3000 Meter Silber bei den Halleneuropameisterschaften in Gent hinter der Rumänin Gabriela Szabo. Bei den Olympischen Spielen 2000 in Sydney erreichte sie das Finale und wurde Fünfte über 1500 Meter, genauso wie im Finale bei den Weltmeisterschaften 2001 in Edmonton.
2004 wurde sie über 1500 Meter Achte bei den Hallenweltmeisterschaften in Budapest und Sechste bei den Olympischen Spielen in Athen. 2005 siegte sie über 3000 Meter bei den Halleneuropameisterschaften in Madrid.
Einer Bronzemedaille über 3000 Meter bei den Hallenweltmeisterschaften 2006 in Moskau folgte im Sommer ein fünfter Platz über 1500 Meter bei den Europameisterschaften in Göteborg. 2007 gelang ihr bei den Halleneuropameisterschaften in Birmingham ein Doppelsieg über 1500 und 3000 Meter, gefolgt von einem achten Platz über 1500 Meter bei den Weltmeisterschaften in Ōsaka. 2007 wurde sie auch Polnische Meisterin im 10.000-Meter-Lauf.
Über dieselbe Distanz schied sie 2008 bei den Olympischen Spielen in Peking im Vorlauf aus und wurde 2009 jeweils Siebte bei den Halleneuropameisterschaften in Turin und bei den Weltmeisterschaften in Berlin. Über 3000 Meter gewann sie bei den Halleneuropameisterschaften 2011 in Paris zunächst Bronze, bekam nach der Sperre von Olesja Syrewa jedoch die Silbermedaille zugesprochen. Bei den Hallenweltmeisterschaften 2012 in Istanbul wurde sie Sechste.
Lidia Chojecka ist 1,63 m groß und brachte als Wettkampfgewicht 51 kg auf die Waage.
Im Juni 2013 erklärte sie ihre aktive Zeit für beendet.

## Bestzeiten
- 800 m: 1:59,97 min, 13. Juni 1999, Nürnberg
  - Halle: 1:59,99 min, 14. Februar 1999, Birmingham
- 1000 m: 2:40,49 min, 5. Juli 1998, Lublin
  - Halle: 2:36,97 min, 23. Februar 2003, Liévin
- 1500 m: 3:59,22 min, 28. Juli 2000, Oslo
  - Halle: 4:03,58 min, 21. Februar 2003, Birmingham
- 1 Meile: 4:25,18 min, 25. August 1998, Lausanne
  - Halle: 4:24,44 min, 6. Februar 2000,	Stuttgart
- 2000 m: 5:38,44 min, 4. September 2009, Brüssel
- 3000 m: 8:31,69 min, 30. August 2002, Brüssel
  - Halle: 8:38,21 min, 3. Februar 2007,	Stuttgart
- 5000 m: 15:04,88 min, 6. September 2002, Berlin
- 10.000 m: 32:55,10 min, 5. Mai 2007, Warschau